# Museo The Ocean Race
El Museo The Ocean Race, anteriormente Museo Volvo Ocean Race, es un museo deportivo localizado en la ciudad española de Alicante dedicado a la regata de vela The Ocean Race. Se comenzó su construcción con motivo de la segunda edición en la que Alicante fue puerto de salida de esta regata (edición 2011-12). El museo ocupa 1300 metros cuadrados de la Antigua Estación Marítima de Orán, en el Puerto de Alicante. Cuenta con dos plantas: en la planta baja se encuentra el espacio expositivo y la biblioteca del museo; la primera planta cuenta con un espacio polivalente para la realización de talleres y una cafetería-restaurante con una gran terraza y vistas al mar.
Es un lugar interactivo donde descubrir el mundo marítimo, a los navegantes y las maravillas que esconden los océanos. Conociendo los ecosistemas marinos y los peligros de la acción humana sobre estos hábitats y descubriendo los aspectos técnicos de la regata y de las embarcaciones.
El museo divulga los valores de la navegación a vela y la historia de la regata, desde el año de su creación en 1973 como Whitbread Round the World Race, pasando a llamarse Volvo Ocean Race de 2001 a 2019, y adentrándose en la nueva etapa que se abre con The Ocean Race.
Desde el museo también se puede contemplar el centro de operaciones de la regata, instalado desde 2010 en el puerto de la ciudad.
Aparte de la colección permanente, el museo incluye en su visita:
- Un barco de competición (Brasil 1) que participó en la edición de la regata 2005-06, situado en la parte delantera exterior del museo y visitable tanto la cubierta como el interior.
- Un simulador de la experiencia de navegación en la regata.
- Una exposición temporal, desde julio de 2018, sobre la historia de España en la regata.[3]

Asimismo, el museo posee un programa escolar y de actividades que destaca los temas de sostenibilidad, navegación, valores e historia de la regata.